# Aulus Postumius Albinus Luscus
Pour les articles homonymes, voir Postumius Albus.
Aulus Postumius Albinus Luscus est un homme politique romain du IIIe siècle av. J.-C. et IIe siècle av. J.-C.
En 180 av. J.-C., il est élu consul avec Caius Calpurnius Piso,.
Six ans plus tard, en 174 av. J.-C., il accède à la fonction de censeur. Il remporte plusieurs victoires aux dépens des Ligures et devient gouverneur en Macédoine.